# Saint-Félix-de-Villadeix
Saint-Félix-de-Villadeix è un comune francese di 314 abitanti situato nel dipartimento della Dordogna nella regione della Nuova Aquitania.

## Società

### Evoluzione demografica
Abitanti censiti